# Pseudocollinella boreosciaspidis
Pseudocollinella boreosciaspidis är en tvåvingeart som beskrevs av Marshall 1993. Pseudocollinella boreosciaspidis ingår i släktet Pseudocollinella och familjen hoppflugor.
Artens utbredningsområde är Ontario. Inga underarter finns listade i Catalogue of Life.